# Жниварка

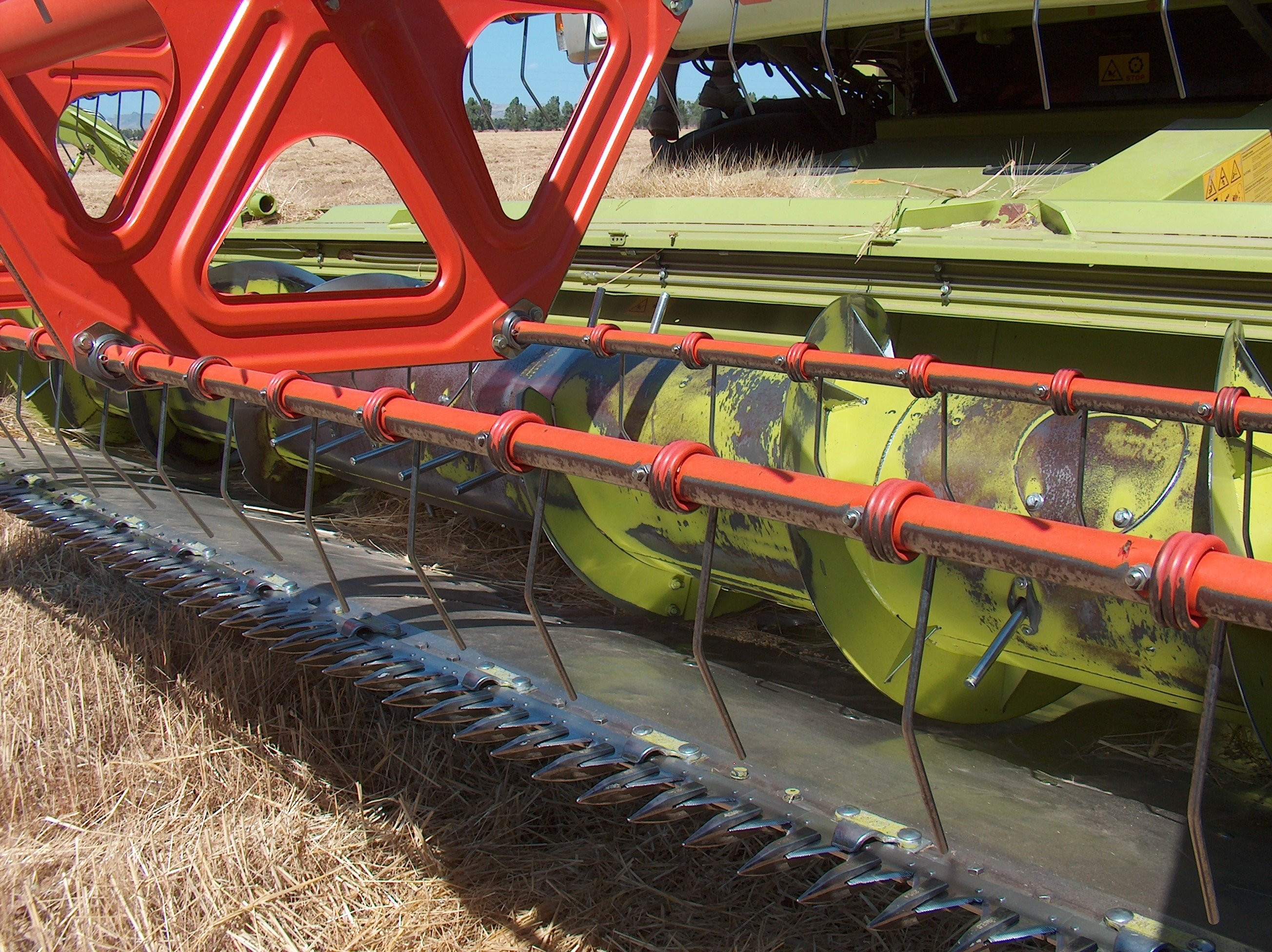
Жниварка великим планом

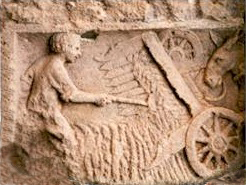
Жниварка треверів з Монтабона під Бюзенолем (Бельгія). Барельєф II ст. Гомський музей, Віртон.

Жнива́рка, жатка — машина для скошування зернових культур та складання у валки чи зв'язування у снопи зернових та інших сільськогосподарських культур. Жниварки бувають зернові, зернобобові, конопляні, для збирання цукрових буряків, соняшникова жатка та кукурудзяна.

## Історія
Попередниками механічних жниварок були примітивні ручні жниварні пристрої. Поширений на Україні у XIX столітті їх різновид отримав жартівливу назву «лобогрійки» — за важкість роботи з нею.
Згідно з Плінієм Старшим і Палладієм, стародавні галли використовували у великих господарствах архаїчний прообраз механічної жниварки, що називався по-латині vallus. Він являв собою двоколісний візок, споряджений кошем для збору колосся з рядом зазублених лез на передньому відкритому боці. Тваринна запряжка не тягнула, а штовхала цей прилад на полі під час жнив. Поширення цієї жниварки обмежений Бельгійською Галлією і пов'язується з тодішнім браком робочих рук у цьому районі. Збереглось кілька зображень vallus на барельєфах.
Винахідником сучасної жниварки вважається Сайрус Маккормік, котрий у 1831 році сконструював, а у 1834 запатентував першу роботоздатну жниварку, що працювала на кінній тязі. До 1850-х років термін дії оригінальних патентів Хассі та МакКорміка закінчився, і багато інших виробників випустили на ринок подібні машини.

## Класифікація жниварок
За типом агрегатування зі сільгосптехнікою
1. Навісна (працює в парі з комбайном, або з енергозасобом)
2. Причіпна (агрегатується з колісними тракторами)

За методами комбайнування
1. Прямого комбайнування (коли збирання врожаю відбувається за один етап). Деякі конструкції передбачають автоматичне зв'язування стебел у снопи: такі жниварки називаються снопов'язалками.
2. Роздільного комбайнування (спочатку врожай скошується та складається у валок[9], потім після підсихання колосся відбувається його підгрібання підбирачем[10] та подальший обмолот у бункері зернозбирального комбайна

Основні робочі вузли жниварки викладені на схемі, прикріпленій до статті[прояснити]
Окремо виділяють очісуючі жниварки, які не зрізають стебла, а тільки вичісують зерно з колосся.

## Виробники жниварок в Україні
В Україні виробництвом цього обладнання давно займаються заводи жаток-Бердянський [Архівовано 14 березня 2018 у Wayback Machine.] та Херсонський [Архівовано 22 березня 2018 у Wayback Machine.].
Враховуючи історичну специфіку, ці підприємства виготовляють різноманітне обладнання для збирання врожаю. Приорітетними напрямками залишаються зернові жниварки, соняшникові та кукурудзяні жниварки. Перспективним для заводів жаток, на даний момент є виготовлення соняшникових жниварок.